# Demarrage

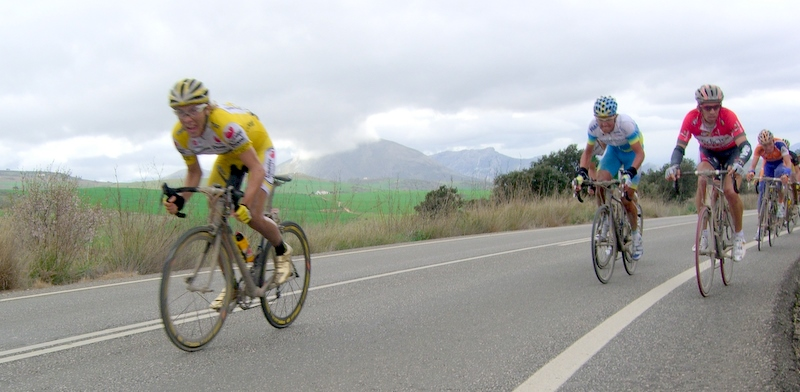
Een demarrage in de Ruta del Sol

Een demarrage (werkwoord: demarreren) of ontsnapping is een plotse versnelling van een of meerdere coureurs, om een voorsprong te krijgen op de groep, vaak het peloton, waaruit men wegrijdt. Het welslagen van een demarrage is onder meer afhankelijk van de fitheid van de coureur, het aantal ontsnappers, het moment in de wedstrijd waarop gedemarreerd wordt en de welwillendheid van het peloton. Ook het afstopwerk bij de achtervolgers speelt een rol.
De term wordt ook in andere sporten gebruikt voor een gelijkaardige actie, bijvoorbeeld bij het langeafstandslopen, schaatsen en zwemmen.
Het woord komt van het Franse démarrage, wat eigenlijk betekent: het losgooien van de trossen, zodat een schip kan vertrekken. Ook het starten van een motor wordt in het Frans zo genoemd.